# No. 28, Diplomat
No. 28, Diplomat è un cortometraggio muto del 1914. Il nome del regista non viene riportato. Prodotto dalla Essanay e distribuito dalla General Film Company, aveva come interpreti Richard Travers, Ruth Stonehouse, Minor Watson, Gerda Holmes.

## Produzione
Il film fu prodotto dalla Essanay Film Manufacturing Company.

## Distribuzione
Distribuito dalla General Film Company, il film - un cortometraggio di una bobina - uscì nelle sale cinematografiche statunitensi il 1º settembre 1914. Viene citato in Moving Picture World del 29 agosto 1914.